# Polis (spelserie)
Polis är ett datorspelserie utgiven i tre utgåvor med fem fall släppta mellan 1998 och 2001. Spelen är utvecklad av Vision Park.

## Spelen
Genomgående i de tre spelen så tar spelaren rollen som ledare för en mordutredning och får i uppdrag att inom några veckor lösa fallet innan det läggs ner. Spelen innehåller också videosekvenser där man bland annat får genomgå förhör med vittnen och misstänkta i mordet. 

## Historik
Det första spelet utkom 1998, i den versionen fanns tre fall. Det röda, gula och blåa fallet. I spelet medverkade Tommy Lindström som sig själv. Under 2000 släpptes den andra utgåvan, Polis 2 och då nylanserades den första utgåvan genom att de släppte de tre fallen som varsin utgåva. Polis 2 finns i två utgåvor, i den första utgåvan ingår enbart den nya utgåvan medan i den utgåvan medföljer ett fall från den första serien. Den andra utgåvan utvecklades med TV-programmet Efterlyst och Hasse Aro medverkade som sig själv. Fallet kallades, "Någon ljuger". Den tredje utgåvan kom under 2001 och kallades "Vargspår".

## Utgåvor
- Polis: det röda fallet (Av Jord Är Du Kommen)
- Polis: det gula fallet (Tills Döden Skiljer Oss Åt)
- Polis: det blåa fallet (Vänner För Alltid)
- Polis 2: Någon ljuger
- Polis 3: Vargspår